# Peter Beye
Peter Beye (* 26. Februar 1932 in Berlin) ist ein deutscher Kunsthistoriker und war von 1969 bis 1994 Museumsdirektor in Stuttgart.

## Leben
Peter Beye wurde 1932 als Sohn von Carlotta Beye, geborene Helfferich, und des promovierten Diplomaten Ludwig Beye in Berlin geboren. Nach beendeter Schulzeit studierte er von 1951 bis 1957 an den Universitäten Freiburg im Breisgau und München Kunstgeschichte und daneben Archäologie und Christliche Archäologie. 1957 wurde er bei Kurt Bauch in Freiburg zum Dr. phil. mit seiner Dissertation über Cimabue und die Duecento-Malerei promoviert. Anschließend arbeitete er als wissenschaftlicher Volontär und freier wissenschaftlicher Mitarbeiter in den Bayerischen Staatsgemäldesammlungen. Beye arbeitete danach von 1960 bis 1969 als Hauptkonservator in der Staatsgalerie Stuttgart, wo er Kontakt zum damaligen Direktor, Erwin Petermann, fand und 1969 zu dessen Nachfolger ernannt wurde.
Dieses Amt übte Beye bis zum 31. März 1994 aus,; unter seiner Leitung entwickelte sich die Staatsgalerie Stuttgart zu einem der angesehenen Museen für moderne Kunst in Deutschland. Beye erweiterte die von Petermann aufgebaute Sammlung mit bedeutenden Werken von Henri Matisse, Pablo Picasso, Giorgio de Chirico, René Magritte, Oskar Schlemmer und Paul Klee sowie Barnett Newman, Mark Rothko, Ad Reinhardt und Joseph Beuys. Zu seinen hochwertigen Erwerbungen zählen die italienischen Barockbilder von Giovanni Paolo Pannini, Werke der Frühitaliener sowie der niederländischen und altdeutschen Malerei mit Hans Memling und Bernhard Strigel. Auch der Bestand aus dem 19. Jahrhundert wurde durch Beyes Ankaufsaktivitäten bereichert, darunter der Perseus-Zyklus des englischen Präraffaeliten Edward Burne-Jones. Insgesamt sind die Bestände der Staatsgalerie in der Ära Beye um mehr als ein Drittel vermehrt worden. Größere Einzelausstellungen, auch in Kooperation mit ausländischen Museen, widmete er den Werken von Francis Bacon und Alberto Giacometti, David Buren und Salvador Dalí. Im März 1984 wurde in Beyes Amtszeit die Neue Staatsgalerie eröffnet, deren postmodernen Bau der renommierte Architekt James Stirling entworfen hatte.
Neben seiner Stuttgarter Direktorentätigkeit engagierte sich Beye von 1970 bis 1994 im Ausschuss für deutsche Kunstausstellungen im Ausland beim Auswärtigen Amt. Von 1987 bis 1994 wirkte er als Vorsitzender der Museumskommission im Beirat der Stiftung Preußischer Kulturbesitz. Die negative Entwicklung des Budgets für Bauerweiterungen und außerordentliche Ankäufe war Auslöser von Beyes Entscheidung im August 1993, schon mit 62 Jahren am 1. April 1994 in den Ruhestand zu gehen. Nach dem Ausscheiden aus dem Dienst engagierte er sich als Berater beim Aufbau verschiedener Kunstsammlungen diverser Unternehmen, etwa für die Deutsche Bank. 2002 gab Beye gemeinsam mit Felicitas Baumeister den Werkkatalog der Gemälde von Willi Baumeister heraus.
Peter Beye hatte Erika Morgen geheiratet und hat eine Tochter (Ulrike).

## Schriften
- 1957: Cimabue und die Dugentomalerei. Hochschulschrift, Freiburg im Breisgau.
- 1962: (Zusammen mit Hans-Martin Rotermund) Religiöse Graphik des 20. Jahrhunderts. Ausstellung anläßlich des 150jährigen Bestehens der Württembergischen Bibelanstalt. Staatsgalerie Stuttgart, 21. Oktober bis 20. November 1962. Katalog. Württembergische Bibelanstalt, Stuttgart.
- 1964: Schwäbische Maler um 1900. Thorbecke, Konstanz/Stuttgart.
- 1987: Alberto Giacometti. Skulpturen, Gemälde, Zeichnungen, Graphik. Anlässlich der Ausstellung „Alberto Giacometti“ in der. Nationalgalerie, Staatliche Museen Preußischer Kulturbesitz, Berlin-West vom 9.10.1987 bis 3.1.1988 und der Staatsgalerie Stuttgart vom 29.1. bis 20.3.1988. Hrsg. von Peter Beye und Dieter Honisch. Mit Beiträgen. von Alexander Dückers. Prestel, München. ISBN 3-7913-0846-7.
- 1988: (Zusammen mit Heide Holzwarth) Walter Dambacher. Ölbilder und Zeichnungen. Katalog zur Ausstellung vom 11. März bis 29. April 1988. Galerie Döbele, Stuttgart.
- 1990: (Zusammen mit Ulrike Gauss) 30 Jahre Stiftungen der LTG Lufttechnische GmbH Stuttgart. Staatsgalerie Stuttgart, 27. Januar bis 4. März 1990. Staatsgalerie Stuttgart, Stuttgart.
- 1991: Staatsgalerie Stuttgart. The Staatsgalerie Stuttgart. [Übers. ins Engl. Jill Lloyd]. Staatsgalerie Stuttgart, Stuttgart. ISBN 3-7757-0346-2.
- 1995: Auf Papier. Kunst des 20. Jahrhunderts aus der Deutschen Bank. Hrsg. von der Deutschen Bank AG, Frankfurt am Main. Ausstellung und Katalog: Peter Beye, Kataloggestaltung: Gerhard Brunner. Cantz, Ostfildern-Ruit. ISBN 3-89322-705-9.
- 2002: Willi Baumeister. Bd. 1: Einführung, Biographie, Ausstellungs- und Literaturverzeichnisse. Hatje Cantz, Ostfildern-Ruit.
- 2002: Willi Baumeister. Bd. 2: Katalog. Hatje Cantz, Ostfildern-Ruit.